# 가산 나들목
가산 나들목(Gasan IC)은 경상북도 칠곡군 가산면 천평리와 송학리, 석우리에 걸쳐 있는 중앙고속도로의 17번 교차로이다. 본래는 다부 나들목과 같이 다이아몬드형을 변형한 형태를 이용했으나 2011년에 트럼펫 형태로 전환했다.
가산면, 효령면 및 구미시 장천면 등지로 진출할 수 있으며, 중앙고속도로를 이용해서 구미시내로 가기 위해서는 이곳에서 진출해야 한다.

## 연혁
- 1995년 8월 29일 : 중앙고속도로 칠곡 ~ 서안동 구간 개통과 함께 영업 개시[1]
- 2003년 2월 24일 : 2003년 12월까지 나들목 개량 공사를 위해 경상북도 칠곡군 가산면 천평리 ~ 석우리 500m 구간 도로구역 변경[2]
- 2009년 6월 23일 : 2010년 12월까지 나들목 입체화 공사를 위해 칠곡군 도시계획시설 교통광장 변경[3][4]

## 구조물 정보
- 위치: 경상북도 칠곡군 가산면 천평리, 송학리, 석우리
- 영업소: 경상북도 칠곡군 가산면 송신로 54

## 접속하는 도로
- 국도 제5호선 (경북대로)
- 국도 제25호선 (낙동대로)

## 교통량 정보
| 요금소        | 통행량 (대/일) | 통행량 (대/일) | 통행량 (대/일) | 통행량 (대/일) | 통행량 (대/일) | 통행량 (대/일) | 통행량 (대/일) | 통행량 (대/일) | 통행량 (대/일) | 통행량 (대/일) | 각주  |
| 요금소        | 2001년         | 2002년         | 2003년         | 2004년         | 2005년         | 2006년         | 2007년         | 2008년         | 2009년         | 2010년         | 각주  |
| ------------- | -------------- | -------------- | -------------- | -------------- | -------------- | -------------- | -------------- | -------------- | -------------- | -------------- | ----- |
| 가산 (폐쇄식) | 6,432          | 6,808          | 7,445          | 6,896          | 7,146          | 8,230          | 8,974          | 8,583          | 8,675          | 9,095          | [ 5 ] |
| 요금소        | 2011년         | 2012년         | 2013년         | 2014년         | 2015년         | 2016년         | 2017년         | 2018년         | 2019년         |                | [ 5 ] |
| 가산 (폐쇄식) | 9,450          | 9,303          | 9,880          | 10,133         | 10,716         | 11,175         | 11,275         | 11,154         | 11,171         |                | [ 5 ] |